# 3,3-二吲哚基甲烷
3,3'-二吲哚甲烷是一種杂环化合物，化學式為C17H14N2 。3,3-二吲哚基甲烷是一种抗癌剂。它由蕓薹屬的西兰花花椰菜以及羽衣甘蓝中的吲哚-3-甲醇通过消化而来。